# Кривохатки (разъезд)
Кривоха́тки (укр. Кривоха́тки) — железнодорожный разъезд Полтавской дирекции Южной железной дороги на линии Полтава-Южная — Ромодан, за 5 км от ст. Полтава-Южная, за 126 км от ст. Ромодан. Находится в Подольском районе города Полтава.

## История
В 1901–1907 гг. сооружается высокая земляная насыпь на участке между станциями Полтава-Город и Полтава-Сортировочная частной Московско-Киево-Воронежской (М.-К.-В.) железной дороги. Разъезд Кривохатки был открыт в 1901 году. После ликвидации акционерного общества М.-К.-В. железной дороги в 1919 г. разъезд вошел в состав Южных железных дорог.
Свое название разъезд получил от расположенного рядом одноименного района Полтавы, который в начале XX в. был ее предместьем. В 1960 г. этот район переименован в поселок Воронина в честь Петра Федоровича Воронина, местного большевика, первого секретаря комитета бедноты, созданного в Кривохатках.
В советский период нынешний разъезд Кривохатки был станцией. Позднее статус станции понижается до разъезда. Вероятно, это произошло в начале 2000-х гг.
В 2003 г. производились работы по электрификации участка Полтава-Киевская — Вакуленцы. На разъезде Кривохатки смонтировали контактную сеть и построили новый пост ЭЦ. Это здание возвели фактически на болоте. Кроме того, реконструирована пассажирская платформа.

## Инфраструктура
До 2012 года разъезд имел три пути (один главный и два боковых) и один тупик. В 2012 году после демонтажа одного из боковых путей разъезд стал двухпутным. Оборудован электрической централизацией стрелок и сигналов. Однопутные перегоны до станции Вакуленцы и разъезда 328 км — с двухсторонней автоблокировкой. Устройства контактной сети и электроснабжения оборудованы телеуправлением.

## Движение пригородных поездов
На разъезде останавливаются пригородные поезда, следующие по маршрутам Полтава-Южная — Гребёнка и Полтава-Южная — Ромодан. Посадка пассажиров на поезда осуществляется с низкой пассажирской платформы.

## Фотогалерея

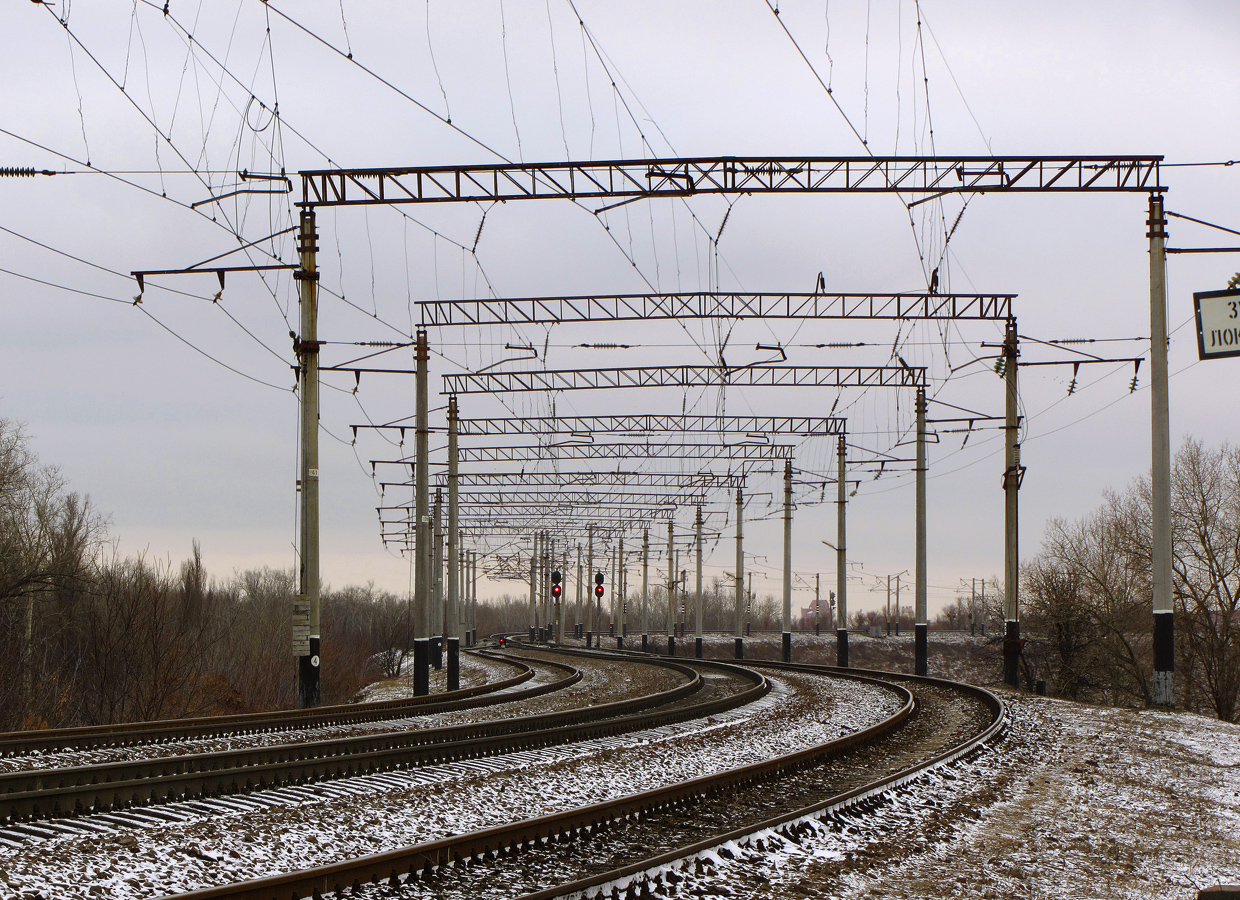
Вид в сторону разъезда 328 км
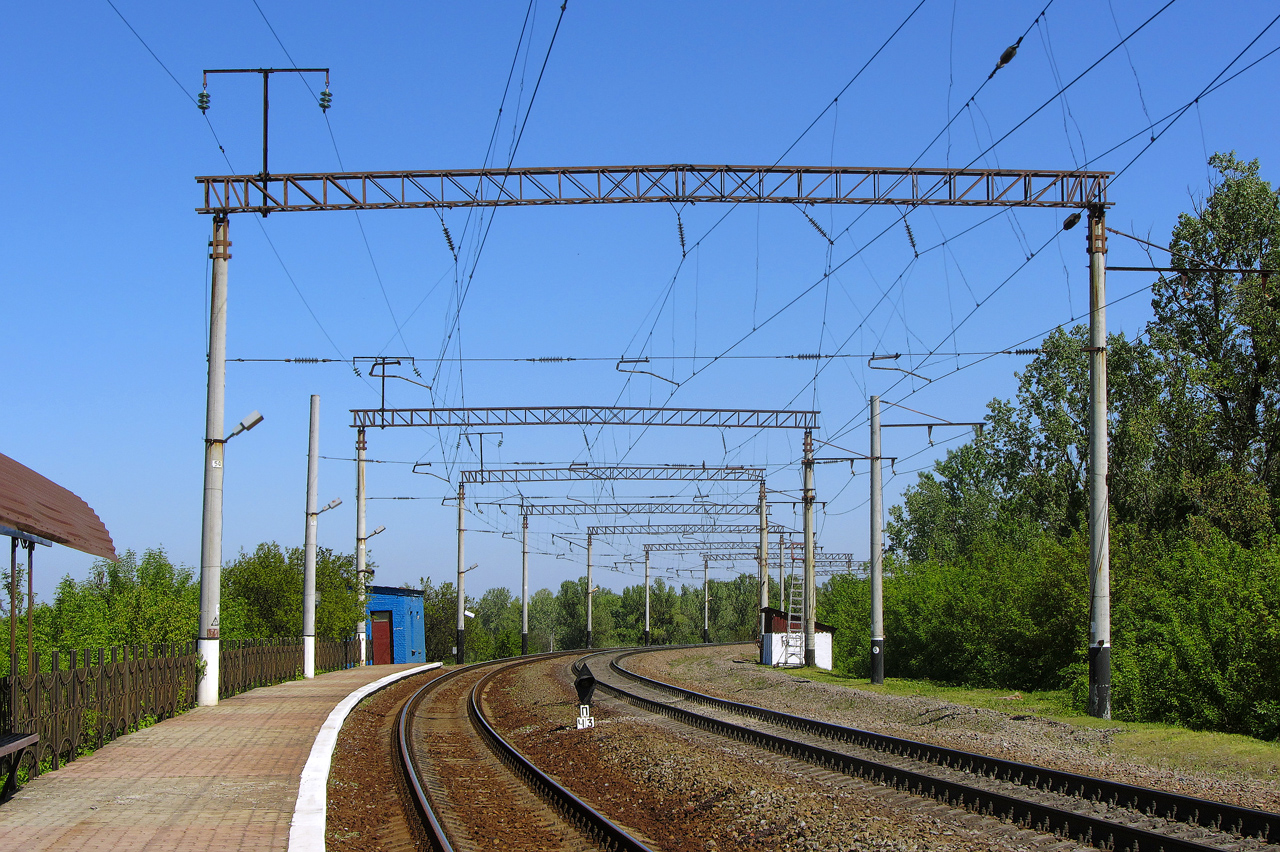
Вид в сторону станции Полтава-Южная
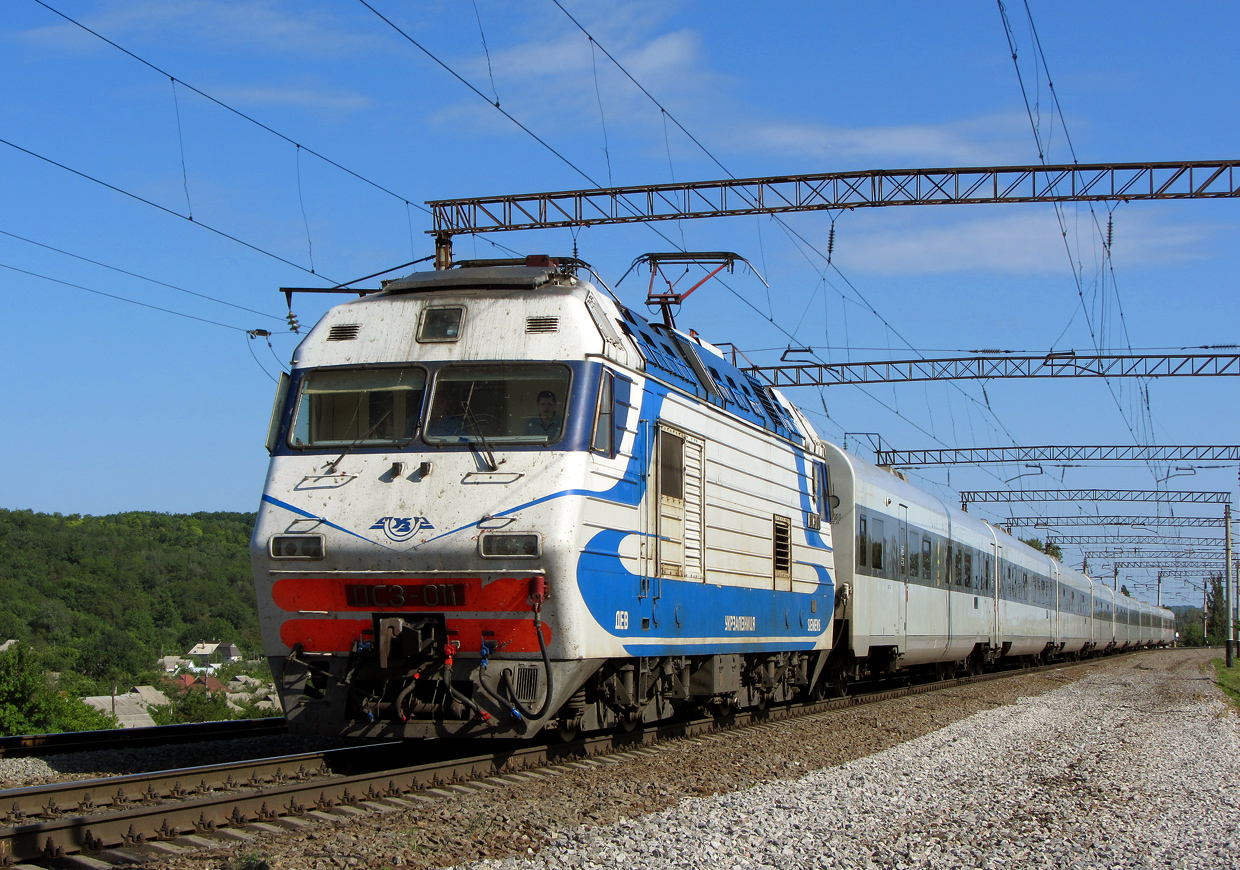
Электровоз ДС3-011 с поездом Харьков — Киев
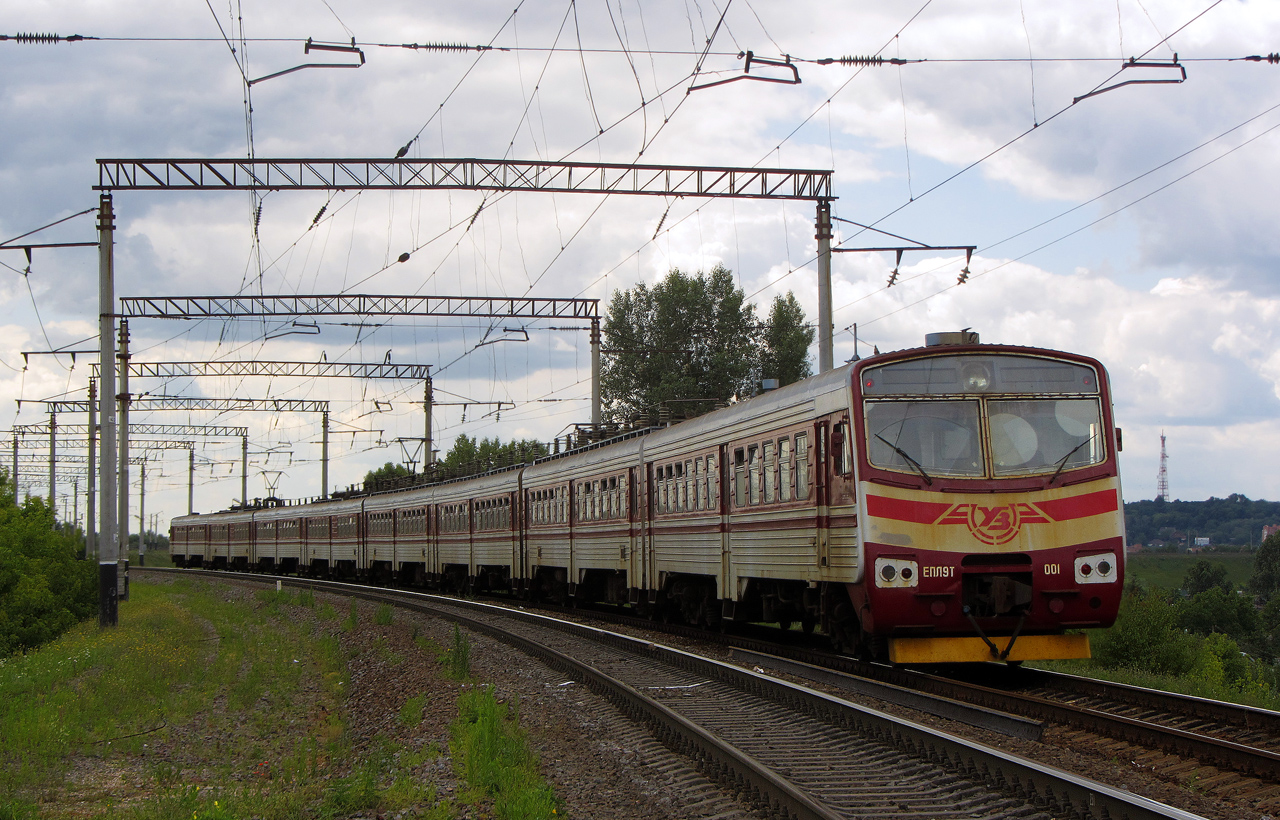
Электропоезд ЭПЛ9Т-001